# Јон (река)
Јон (фр. Yon) је река у Француској. Дуга је 56 km. Улива се у Ле. 